# 基乌萨韦基亚
基乌萨韦基亚（義大利語：Chiusavecchia），是意大利因佩里亚省的一个市镇。总面积3.3平方公里，人口560人，人口密度169.7人/平方公里（2009年）。ISTAT代码为008020。